# Rogas vollenhoveni
Rogas vollenhoveni is een insect dat behoort tot de orde vliesvleugeligen (Hymenoptera) en de familie van de schildwespen (Braconidae). De wetenschappelijke naam van de soort werd voor het eerst geldig gepubliceerd door Gribodo in 1881. De soort in vernoemd naar de Nederlandse entomoloog Samuel Constantinus Snellen van Vollenhoven.